# CNC upravljanje
CNC upravljanje, računalno numeričko upravljanje ili računalom podržano numeričko upravljanje (eng. computer numerical control) jest upravljanje alatnim strojevima pomoću posebnih kodiranih naredbi (instrukcija) programskog jezika G naredbe koje se učitavaju u upravljačkom računalu. U CNC sustavu mikroprocesor omogućuje izmjenu  računalnog programa na samom stroju, a također je moguće provesti izmjene i tijekom strojne obrade predmeta. To svojstvo omogućuje veliku prilagodljivost u radu (fleksibilnost), uštedu u vremenu te je uvelike pridonijelo raširenosti upotrebe CNC strojeva. 
Numeričko upravljanje ili NC upravljanje (eng. numerical control) je upravljanje alatnim strojevima pomoću posebnih kodiranih naredbi koje se učitavaju u upravljačku jedinicu stroja. U NC sustavu program se učitava u upravljačku jedinicu pomoću bušene trake, kartice ili diskete, a zatim se provodi obrada predmeta pri čemu operater na stroju nema mogućnost mijenjanja programa. Sve potrebne izmjene moraju se obaviti izvan stroja pa ponovno učitati program u upravljačku jedinicu stroja. Kratica NC koristi se za izvorno numeričko upravljanje.

## Povijest
Iako je razvoj numeričkog upravljanja alatnih strojeva vezan za mnoga inženjerska otkrića počevši od konstruiranja tokarilice s navojnim vretenom, primjene bušene trake za automatizaciju rada tkalačkih strojeva, razvoj servomotora, razvoj strojeva s mogućnošću ponavljanja obrade postupkom kopiranja, razvoj koordinatnih bušilica i drugog, u literaturi se navodi da je osnove numeričkog upravljanja postavio 1947. John T. Parsons (1913. – 2007.). Upotrebom bušene trake upravljao je pozicijom alata pri izradi lopatica helikopterskog propelera. Godine 1949. američka vojska sklopila je ugovor sa sveučilištem MIT za razvoj programirane glodalice. Troosna glodalica Cincinati Hydrotel predstavljena je 1952., a imala je elektromehaničko upravljanje (upravljačka jedinica) i koristila je bušenu traku. Iste godine počinje se koristiti naziv numeričko upravljanje (NC). Tadašnja upravljačka jedinica je bila veća od samog stroja.
U civilnoj industriji numeričko upravljanje započinje 1960-tih godina, a široka primjena u obliku računalnog numeričkog upravljanja (CNC) počinje 1972., odnosno desetak godina kasnije razvojem mikroprocesora. 1968. izrađen je prvi obradni centar (Kearney & Tracker). To je značilo veliki razvojni iskorak u numeričkom upravljanju alatnih strojeva jer mikroprocesor ugrađen u upravljačku jedinicu preuzima čitav niz posebnih zadataka kao što su viša razina interpolacije, ispravak (korekcija) geometrijskih odstupanja i tako dalje. Razvoj numerički upravljanih alatnih strojeva posebno je snažan u zadnjih dvadesetak godina zahvaljujući brzom razvoju mikroelektronike. U odnosu na klasične (konvencionalne) alatne strojeve značajna je promjena bila uvođenje zasebnih istosmjernih motora (servomotora) za pogon glavnog vretena i posmaka (suporta).
Automatizacija alatnih strojeva započela je ustvari vrlo rano, i to uglavnom u upravljanju brzinom rezanja, posmakom i izmjenjivanjem različitih vrsta alata. U početku su rješenja bila mehanička, ali nakon 1950., osobito od 1960., razvijali su se takozvani NC alatni strojevi (engl. Numerical Control), to jest numerički upravljani strojevi, dakle upravljani bušenim vrpcama, karticama ili magnetskim vrpcama, koje prema utvrđenom kodu aktiviraju sustav releja i servomehanizama, tako da su pojedini dijelovi procesa automatizirani. Međutim, ti su strojevi bili slabije prilagodljivosti (fleksibilnosti). Od 1970. u upravljanju alatnim strojevima upotrebljavaju se miniračunala ili mikroračunala. To su takozvani CNC alatni strojevi (engl. Computer Numerical Control). Ti se strojevi mogu vrlo lako prilagoditi za različite radnje jednostavnijom promjenom programa. Upravljački je dio jednostavniji, jeftiniji, održavanje je lakše pa je izradak točniji i gospodarski isplativiji. Sustav DNC (engl. Direct Numerical Control) obuhvaća nekoliko spregnutih CNC alatnih strojeva, vođenih većim središnjim računalom. Suvremeni CNC alatni strojevi imaju adaptivno upravljanje (povratnu vezu), kojim se štite stroj i alat od mogućeg oštećenja i postiže veća proizvodnost. Tako se, na primjer, zakretni moment glavne osovine (vratila) posebnim servouređajem održava unutar zadanih veličina (parametara).
U Hrvatskoj tvornica Prvomajska iz Zagreba je prva nabavila numerički upravljanu konzolnu glodalicu 1969. (Sharmann FB100 s upravljačkom jedinicom Dekamat), a sama je počela serijski proizvoditi numerički upravljane strojeve od 1978. (kao na primjer glodalica G 301 NC).

### Razlike između klasičnih i CNC alatnih strojeva
Razlike između klasičnih i CNC alatnih strojeva su sljedeće:
- Pogon stroja – kod klasičnih strojeva radi se o skupnom pogonu, to jest jedan elektromotor pogoni i glavno vreteno i ostala gibanja radnog stola, dok kod CNC strojeva postoji jedan glavni elektromotor (obično asinkroni elektromotor) za pogon glavnog vretena a gibanje po osima ostvaruju posebni istosmjerni motori (3 servomotora).
- Upravljanje stroja – izvodi se kod klasičnih strojeva ručno ili strojno preko ručica za upravljanje dok CNC strojevi imaju upravljačku jedinicu (tipkovnicu i zaslon) i rade automatski preko računalnog programa.
- Mjerni sustav stroja – sastoji se od skale s noniusom (klasični stroj) ili preciznijeg linearnog sustava mjerenja (CNC stroj).
- Pomak radnog stola – ostvaruje se trapeznim navojnim vreteno (klasični stroj) ili kugličnim navojnim vretenom (CNC stroj).[3]

## Programiranje CNC stroja
CNC stroj se programira programskim jezikom G naredbe ili G-kod (en) prema standardu DIN 66025. Kod CNC programiranja uvijek se kombinira riječ koja ima slovo (adresu) i brojčani izraz (primjer CNC riječi: G90). Više riječi tvori programsku rečenicu ili blok. Primjer CNC bloka: 
N10 G01 X123 Y55 Z-2
Kodna slova (adrese) nam kazuju način kodiranja i dijele se u: 
- glavne naredbe:   
  - G naredbe određuje putanju alata,
  - M naredbe su strojne naredbe,
- dopunske naredbe:    
  - F naredbe određuju brzina kretanja alata - pomak, posmak,
  - N je redni broj naredbe,
  - T je broj alata,
  - X gibanje po osi X,
  - Y gibanje po osi Y,
  - Z gibanje po osi Z i tako dalje.

Nakon izabrane glavne naredbe slijede, po potrebi, riječi dopunskih parametara upravljanja, jedna iza druge, uvijek odvojene najmanje jednim praznim mjestom. Dozvoljeno je pisanje komentara koji se odvajaju znakom ; (točka-zarez).

### Struktura programa (Sinumerik 840D)
Osim navedenih dozvoljeno je pisanje sljedećih znakova:  
- %0 - %9999 glavni programi
- L1 – L999 potprogrami
- N0 – N9999 redni brojevi blokova.

Struktura program se sastoji od :  
- broja programa
- uvodnih naredbi
- programskih cjelina ovisno o programskim koracima
- završetka programa.

#### Broj programa
Glavni program može imati broj na primjer %101. Svrha je da se jednaki programi, koji se često koriste, mogu pohraniti kao podrutine (potprogrami). Kao takvi mogu biti pozivani i izvršavani koliko je potrebno. Ovim se pojednostavljuje programiranje.  

#### Uvodne naredbe
To su naredbe koje vrijede za cijelo vrijeme izvršavanja programa. Najčešće su to naredbe: 
- G70 mjerni sustav u inčima
- G71 mjerni sustav u milimetrima
- G90 apsolutni mjerni sustav
- G91 inkrementni mjerni sustav
- G54 – G57 određene nul točke.

Sistemski je određeno da su postavne vrijednosti naredbi G90 i G71. 

#### Programske cjeline
Programske cjeline smatraju se naredbe pojedinih dijelova programa koje su potrebne da se s nekim alatom obradi predviđeni dio obratka. Na primjer:
N10 G01 X123 Y55 Z-2

#### Završetak programa
Naredba M30 označava završetak glavnog programa.

## Upravljačka jedinica
Svaki CNC stroj upravlja se pomoću upravljačke jedinice i posebnog računalnog programa (softvera). Najčešće se, a također i u našim srednjim školama, koristi upravljačka jedinica SINUMERIK 840 D, a postoje i mnoge druge upravljačke jedinice kao što su: Allen Bradley, Cincinnati, Fanuc, Heidenhain, Fadal, Fagor, Mazak, Mitsubishi, Okuma, Sharnoa, Yasnac i tako dalje. Uglavnom računalni program WinNC, SINUMERIK 840D i upravljačka jedinica čine jednu jedinstvenu cjelinu kojom se provodi upravljanje CNC strojem.
Tipkovnica CNC stroja podijeljena je u više radnih (funkcionalnih) cjelina, a osnovna podjela je na:
- adresno-numeričku tipkovnicu,
- strojno-upravljačku tipkovnicu i
- i na okomite (na adresno-numeričkoj tipkovnici) i vodoravne (na strojno-upravljačkoj tipkovnici) funkcijske tipke koje mogu uključiti (aktivirati) trenutno ponuđeni zadatak s ekrana.

Adresno-numerička tipkovnica i vodoravna funkcijska tipkovnica se mogu mijenjati i ovise o upravljačkoj jedinici CNC stroja (na primjer Emco, Siemens, Fanuc ili Heidenhann).

### Adresno-numerička tipkovnica
Adresno-numerička tipkovnica se sastoji od alfa numeričkih znakova. Veći znakovi na tipki se unose direktno, dok se manji unose koristeći tipku SHIFT. Često upotrebljavane tipke su:
- tipka za unos (eng. Input) preuzima novu vrijednost, otvara i zatvara direktorij, otvara datoteku;
- tipka za uređivanje (eng. Edit);
- skok na kraj reda ili liste (eng. End);
- tipka izbora (aktiviraj – deaktiviraj) koja vrši izbor vrijednosti u tablicama ili poljima koji su već unaprijed određeni;
- brisanje unatrag (eng. Backcpace);
- list naprijed i list natrag;
- izbor prozora (kada je više radnih prozora na ekranu);
- prikaz informacija o trenutnom načinu rada (i);
- potvrda alarma – kada se pojavi poruka alarma u liniji alarma na osnovnom prozoru;
- okomito pomicanje kursora ili vodoravno pomicanje kursora.

### Strojno-upravljačka tipkovnica
Strojno-upravljačka tipkovnica se sastoji od više podgrupa upravljačkih funkcija:
- preskočeni blok se neće izvršiti (eng. SKIP);
- ispitivanje programa ili test (eng. DRY RUN);
- zaustavljanje programa kod naredbe M01 (eng. OPT STOP);
- ponovo namjestiti (eng. RESET);
- rad stroja blok po blok;
- zaustavljanje i izvršavanje programa (eng. STOP – crvena tipka / START – zelena tipka);
- ručno pokretanje alata po osima (strelice);
- zaustavljanje i pokretanje posmaka (eng. FEED STOP – crvena tipka / FEED START – zelena tipka);
- vrtnja (rotacija) glavnog radnog vretena  (smanjivanje / 100% / povećavanje);
- zaustavljanje i pokretanje glavnog radnog vretena (eng. SPINDEL STOP – crvena tipka / SPINDEL START – zelena tipka);
- tipke koje su aktivne s napravama koje se mogu pridodati CNC stroju:
  - tipka za pomak revolverske glave suporta tokarilice za jedno mjesto;
  - tipka za uključivanje / isključivanje rashladne tekućine;
- preklopnik načina rada
- regulator brzine posmaka od 0 do 120 %.

### Vodoravna funkcijska tipkovnica
Često upotrebljavane tipke su:
- direktni skok u radno područje stroja;
- povratak u izbornik (meni);
- proširenje funkcijskih tipki;
- poziv glavnog izbornika (menija).

### PC tipkovnica CNC stroja
Osim tipkovnica CNC stroja moguće je korištenje standardne tipkovnice za osobno računalo. Za vrijeme rada računalnog programa moguće je i korištenje računalnog miša. Po pozicioniranju miša jednostrukim ili dvostrukim "klikom" lijeve tipke pozove se potrebna naredba.
Jednostruki klik lijevom tipkom znači: 
- prozor u izborniku je aktivan;
- postavljane kursora na odabrano polje;
- promjena direktorija;
- pritisak na vodoravne ili okomite funkcijske tipke;
- otvaranje odabrane liste;
- aktiviranje ili deaktiviranje prekidača.

Dvostrukim klik lijevom tipkom znači: 
- otvaranje direktorija;
- izbor lista;
- unos vrijednosti.

Klik desnom tipkom računalnog miša znači: 
- prikaz radnih područja.

Strojne funkcije na brojčanoj tipkovnici aktivne su samo ako nije uključena tipka Num Lock. Resetiranje nakon dojave pogreške izvede se tipkom Shift + Reset.

## Pokretanje programa
Pokretanje računalnog programa za CNC stroj moguće je preko odgovarajuće ikone na zaslonu ili uporabom Start izbornika te Programs – CNC program (na primjer EMCO - WinNC32). Time se otvara izbornik koji omogućuje odabir među programima za glodanje (na primjer Sinumerik 840D Mill) ili tokarenje (na primjer Sinumerik 840D Turn). Pokretanjem programa (na primjer Sinumerik 840D Mill) otvara se osnovni izbornik za rad s CNC strojem. Napomena: pri tokarenju nema prikazane koordinatne osi Y.
Osnovni izbornik ima sljedeća područja na zaslonu:
- prikaz aktivnoga radnog područja (na primjer Machine);
- prikaz aktivnoga kanala (na primjer Channel 1);
- prikaz načina rada (na primjer JOG);
- naziv i mapa odabranog programa (na primjer (\SYF.DIR\OSTORE 1.SYF);
- status kanala (Channel reset);
- poruke kanala;
- status programa (na primjer Program aborted);
- prikaz statusa kanala (na primjer ROV);
- alarm s kodom poruke;
- radni prozori (koordinate pozicije alata, brzina okretanja vretena, posmak, naredbe programa);
- okomite funkcijske tipke;
- vodoravne funkcijske tipke.

Rad na Sinumerik 810D/840D organiziran je preko pet podizbornika osnovnog izbornika koji se nazivaju radna područja:
| Radno područje | Funkcijska tipka | lzvršne funkcije                                                     |
| -------------- | ---------------- | -------------------------------------------------------------------- |
| Machine        | F1               | Ručno upravljanje strojem; izvršenje programa na izratku             |
| Parameter      | F2               | Uređivanje podataka za programiranje (nultočke) i podataka o alatima |
| Program        | F3               | Pisanje i uređivanje programa                                        |
| Services       | F4               | Učitavanje programa i podataka                                       |
| Diagnosis      | F5               | Prikaz pogreški i poruka                                             |

### Radno područjeMachine
To područje prikazuje sve funkcije i utjecajne čimbenike koji djeluju na alatni stroj i njegovo stanje. Postoje tri radna područja: JOG, MDA, AUTO.

#### JOGnačin rada
Upotrebljava se za ručno pomicanje suporta po osima X, Y i Z. Pri tome se preklopnik načina rada postavi u položaj za JOG način rada. Pomicanje se provodi sve dok je pritisnuta neka od tipki za pomicanje po osima (strelica). Brzina pomicanja suporta može se odrediti regulatorom brzine posmaka od 0 do 120%. U JOG modu stroj se dovodi u referentnu točku. Postupak je sljedeći: odabrati REF mod na preklopniku, zatim kratko pritisnuti tipke za pomicanje po osima X, Y i Z na strojno-upravljačkoj tipkovnici (strelice). Pri tome nije bitno jesmo li pritisnuli + ili - smjer pojedine osi (tipkom REF ALL na PC tipkovnici može se automatski doći u referentnu točku). Po dolasku alata u referentnu točku koordinate trenutne pozicije bit će prikazane u osnovnom prozoru.

##### Pomicanje suporta za točno određeni pomak
Za precizno pozicioniranje alata, veličina pomaka se zadaje postavljanjem preklopnika načina rada u položaj od 1 do 10 000. Pomak je izražen u 1/1 000 mm. Na primjer, ako je preklopnik postavljen na broj 10, svaki pritisak na tipku +X pomaknut će suport u smjeru osi +X za 10/1 000 = 1/100 mm = 0,01 mm.

##### Popis izbornikaMachine JOG
lzbornici su vezani za vodoravne i okomite funkcijske tipke. Okomite funkcijske tipke su:
- Transformation / G function ili F1 - G naredbe;
- Auxiliary function ili F2	- pomoćne funkcije;
- Spindles ili F3 - broj okretaja radnog vretena;
- Axis feedrate ili F4 - brzina posmaka;
- Zoom actual value ili F5 - povećanje prikaza;
- Actual value MCS ili F6 - trenutačna vrijednost u MCS sustavu;
- WCS ili F7 - trenutačna vrijednost u WCS sustavu.

Vodoravne funkcijske tipke:
- Increment ili F6 - korak (od 0,001 do 10 mm);
- Abort ili F7 - izlazak;
- OK ili F8 - u redu.

#### MDAnačin rada (eng.Manual Data Automatic)
Namjena mu je pisanje programa i provjera programa blok po blok. Kontrolna jedinica obrađuje blok nakon pritiska na tipku Pokretanje programa. Za pokretanje programa u MDA načinu rada potrebni su jednaki preduvjeti kao i za automatski način rada.

##### Popis izbornikaMachine MDA
lzbornici su vezani za vodoravne i okomite funkcijske tipke. Okomite funkcijske tipke su:
- Transformation / G function ili F1 - G naredbe;
- Auxiliary function ili F2 - pomoćne funkcije;
- Spindles ili F3 - broj okretaja radnog vretena;
- Axis feedrate ili F4 - brzina posmaka;
- Zoom actual value ili F5 - povećanje prikaza;
- Actual value MCS ili F6 - trenutačna vrijednost u MCS sustavu;
- WCS ili F7 - trenutačna vrijednost u WCS sustavu;
- Delete MDI Program ili F8	- brisanje programa.

Vodoravne funkcijske tipke:
- Save MDI Program ili F6 - spremanje programa;
- Abort ili F7 - napuštanje;
- OK ili F8 - u redu;
- Program Control ili F4 - kontrola programa;
- OK ili F8 - u redu.

#### AUTOnačin rada
U njemu se programi izvršavaju potpuno automatski. Prije pokretanja izvršavanja programa treba: 
- dovesti alat u referentnu točku;
- izmjeriti alate;
- učitati program u kontrolnu jedinicu;
- postaviti sigurnosne mjere (na primjer zatvoriti vrata).

##### Popis izbornikaMachine AUTO
lzbornici su vezani za vodoravne i okomite funkcijske tipke. Okomite funkcijske tipke su:
- Transformation / G function ili F1 - G naredbe;
- Auxiliary function ili F2 - pomoćne funkcije;
- Spindles ili F3 - broj okretaja radnog vretena;
- Axis feedrate ili F4 - brzina posmaka;
- Program sequence / program block ili F5;
- Zoom actual value ili F6 - trenutačna vrijednost u MCS sustavu;
- Act. val. Mach. (MCS) ili F7 - trenutačna vrijednost u MCS sustavu;
- Program level / Actual block ili F8.

Vodoravne funkcijske tipke:
- Program Control ili F4 - kontrola programa;
- OK ili F8;
- Block search ili F5 - traženje bloka;
- Calculate contour ili F1;
- Calculate blk endpt ili F2;
- Program level + ili F6;
- Program level - ili F7;
- Without calculat. ili F8;
- Correct program ili F7 - ispravljanje programa;
- Program overview ili F8 - pregled programa;
- Execution from ext ili F5;
- Alter enable ili F6;
- Program selection ili F7.

Vodoravne funkcijske tipke:
- Workpieces ili F1;
- Part programs ili F2;
- Sub programs ili F3;
- Standard cycles ili F4;
- User cycles ili F5;
- Clipboard ili F6.

### Radno područjeParameter
Prije izvršenja programa obvezno treba provjeriti upisane podatke u području Parameter. Bilo koja pogrešno upisana vrijednost može dovesti do loma alata ili oštećivanja izratka. Četiri vodoravne funkcijske tipke vezane za podizbornik Parameter jesu: 
- Podatci o alatu (eng. Tool offset) ili F1;
- R variables ili F2;
- Setting data ili F3;
- Work offset ili F4.

#### Podatci o alatu (eng.Tool offset)
Određivanje novog alata obavlja se pritiskom na okomitu funkcijsku tipku F8 (eng. New). U izborniku se pojavljuju dvije mogućnosti: 
- Nova oštrica alata (eng. New tool edge) ili F3;
- Novi alat (eng. New tool) ili F4.

lzborom jedne od mogućnosti otvara se dijaloški okvir koji traži upis: 
- Broj pozicije alata u magazinu alata (eng. T number);
- Tip alata prema listi (eng. Tool type):
  - Alati za glodanje (eng. Milling tools) – lxx;
  - Alati za bušenje (eng. Drilling tools) - 2xx;
  - Alati za brušenje (eng. Grinding tools) - 4xx;
  - Alati za tokarenje (eng. Turning tools) - 5xx;
  - Specijalni alati (eng. Special tools) - 7xx.

Odabirom alata za glodanje (eng. Tool type 1xx) otvara se tablica iz koje se odabiru ostale dvije znamenke za tip glodala (eng. Milling tools):
- 100 - alat za glodanje CLDATA (eng. Milling tool to CLDATA);
- 110 - glodalo s okruglom glavom (eng. Ballhead cutter);
- 120 - utorno glodalo za poravnavanje (eng. End mill w/o corner rdg);
- 121 - utorno glodalo s kutnim zaobljenjem (eng. End mill with corner rounding);
- 130 - kutno glodalo bez kutnog zaobljenja (eng. Angle mill w/o corner rounding);
- 131 - kutno glodalo s kutnim zaobljenjem (eng. Angle mill with corner rounding);
- 140 - čeono glodalo (eng. Face mill);
- 145 - navojno (narezno) glodalo (eng. Thread cutter);
- 150 - obodno glodalo (eng. Side mill).

Po odabiru glodala (na primjer Tooltype 120 - utorno glodalo) otvara se dijaloški okvir u kojemu su dani svi parametri alata:
- broj pozicije alata u koju će biti smješten alat u magazinu alata (eng. T number);
- broj korekcije alata (eng. D number);
- broj reznih površina  (eng. No. of c. edges);
- tip alata (eng. Tool type);
- naziv alata (eng. Tool name);
- kompenzacija duljine alata (eng. Tool length comp.);
  - dimenzije radnog dijela alata (eng. Geometry);
  - odstupanje od nazivne vrijednosti zbog trošenja alata (eng. Wear);
  - dimenzije držala alata (eng. Base).  Zbroj vrijednosti Geometry, Wear i Base jest ukupna vrijednost korekcije;
- kompenzacija polumjera alata (eng. Radius compensation);
- polumjer alata (eng. Radius).

Upisivanjem broja 5xx otvara se izbornik s popisom alata za tokarenje (eng. Turning tools):
- 500 - alati za grubo tokarenje (eng. Roughing tool);
- 510 - alati za završne obradbe (eng. Finishing tool);
- 520 - alati za unutarnje tokarenje (eng. Recessing tool);
- 530 - alati za odrezivanje (eng. Parting tool);
- 540 - alati za izradbu navoja (eng. Threading tool).

Po odabiru alata (na primjer T1 tip 500 - tokarski nož za grubu obradbu) otvara se novi izbornik s prikazanim parametrima alata:
- broj pozicije alata u koju će biti smješten alat u magazinu alata (eng. T number);
- broj korekcije alata (eng. D number);
- broj oštrica alata  (eng. No. of c. edges);
- tip alata (eng. Tool type);
- naziv alata (eng. Tool name);
- orijentacija (položaj) oštrice noža od 1 do 9 prema skici (eng. C. edge pos.);
- kompenzacija duljine alata (eng. Tool length comp.);
  - dimenzije radnog dijela alata (eng. Geometry);
  - odstupanje od nazivne vrijednosti zbog trošenja alata (eng. Wear);
  - dimenzije držala alata (eng. Base).  Zbroj vrijednosti Geometry, Wear i Base jest ukupna vrijednost korekcije.
- kompenzaciia polumjera alata (eng. Radius compensation);
- polumjer alata (eng. Radius).

Okomite funkcijske tipke izbornika Podatci o alatu (eng. Tool offset) jesu:
- T no.+ (F1) - prikaz podataka sljedećega alata;
- T no.- (F2) - prikaz podataka prethodnog alata;
- D no. + (F3) i D no. - prikaz podataka sljedeće korekcije alata;
- D no. - (F4) - prikaz podataka prethodne korekcije alata;
- Delete (F5) - brisanje alata ili korekcije alata;
- Go to (F6) - pozicioniranje na alat broj;
- Overview (F7) - lista zauzetih pozicija alata;
- New (F8)- upis novog alata.

Po upisu novog alata moguće je odmah odrediti korekciju alata na stroju uključivanjem okomite funkcijske tipke Determine compensa (F8). Time se otvara dijaloški okvir u koji se upisuje referentna vrijednost korekcije za os X, Y ili Z.
Alat može imati nekoliko korektivnih brojeva D jer se isti alat može koristiti za različite obradbe (gruba, fina, po vanjskoj ili unutarnjoj konturi i tako dalje). Korekcija se u programu poziva s na primjer T1 D1, T1 D2, T1 D3 i tako dalje. Naredba T. D. poziva korekciju alata iz registra alata (duljina alata, polumjer alata,...).
Korekcija duljine alata je okomita na radnu površinu (G17 površina XY, G18 površina XZ, G19 površina YZ). Glavna primjena korekcije duljine alata kod okomitih glodalica je u ravnini XY odnosno korekcija po osi Z. Čelo alata ja od referentne točke držača alata N udaljeno za duljinu Lenght 1. Korekcija duljine alata "pomiče" nultočku N na vrh alata. Time se koordinate u programskom bloku odnose na vrh alata. Za glodalo se mora upisati duljina alata u polje Length 1 i polumjer alata u polje Radius. U polja Length 2 i Length 3 upisuje se 0.

##### Potrebne korekcije na alatu za glodanje i bušenje
Za svrdlo u polje Radius se upisuje 0 jer se na svrdlo ne primjenjuje kompenzacija polumjera alata. Također se mora upisati 0 u polja Length 2 i Length 3.
Kod tokarenja korekcija duljine alata je po osi X Length 1 i po osi Z Length 2.

#### R-parametri ili aritmetički parametri
R-parametri su konstante koje se mogu upotrijebiti kao proračunski parametri u programima. U tablicu se upisuju ručno. Na raspolaganju je 100 parametra. Parametri od 0 do 89 predviđeni su za korisnika, a od 90 do 99 određeni su za odgovarajući stroj. 
Parametri R90 i R91 namijenjeni su brojenju izradaka:
- R90 – stvarni (aktualni) broj izradaka;
- R91 – zadani ili nominalni broj izradaka.

Treba na primjer izraditi 150 komada nekog izratka. Postavlja se zadani broj izradaka R91 = 150. Brojač odbrojava od 150 do 0 i tada daje poruku: "Zadani broj izradaka je dosegnut" (eng. Nominal workpiece number reached). Ako se zadani broj izradaka postavi 0 i R90 = 0, brojač odbrojava od 0 prema gore i ne daje nikakvu poruku pri postizanju zadane vrijednosti. Način programiranja: pozivanje brojača u programu se provodi prije naredbe M30 (kraj programa) s L700 P1 (L - poziv potprograma, P – ponovi program).
Parametri R98 i R99 služe za proračun vremena izradbe:
- R98 – aktualno vrijeme strojne obrade (ukupno vrijeme);
- R99 – mjerenje vremena trajanja jedne operacije;
- M73 – početak mjerenja operacije;
- M74 – kraj mjerenja trajanja operacije.

Izmjereno vrijeme bit će u parametru R99 u obliku 5248.123, što znači 52 minute 48 sekundi i 123 milisekunde. 

#### Postavljanje podataka (eng.Setting data)
U izborniku Postavljanje podataka (eng. Setting data) aktivne su samo okomite funkcijske tipke. Postaviti se mogu granice radnog prostora, posmak u JOG modu, granična brzina okretanja radnog vretena, posmak u praznom hodu i početni kut kod rezanja navoja.

##### Ograničenje radnog prostora
Ograničenje radnog prostora (eng. Working area limitation) ili F1 omogućuje postavljanje granica unutar kojih će se kretati alat. Po upisivanju vrijednosti u predviđena polja aktiviranje se obavlja tipkom izbora (aktiviraj – deaktiviraj). Napomena: u MDA i AUTO načinu rada u CNC programu ograničenje radnog prostora postaje aktivno tek nakon komande WALIMON (Working area limitation ON). 

##### Posmak u JOG modu
Posmak u JOG modu (eng. JOG data) ili F2 omogućuje postavljanje vrijednost posmaka pri upravljanju u JOG načinu rada (mm/min). 

##### Podaci o brzini vrtnje glavnog vretena
Podaci o brzini vrtnje glavnog vretena (eng. Spindle data) ili F3 omogućuje ograničavanje brzine okretanja glavnog vretena unutar odabranih vrijednosti. Ograničenje brzine okretanja vretena pomoću naredbe G95 omogućuje konstantnu brzinu rezanja.

##### Posmak u praznom hodu
Posmak u praznom hodu (eng. Feedrate DRY) ili F4 omogućuje podešavanje posmaka u modu za testiranje izratka. 

##### Početni kut kod rezanja navoja
Početni kut kod rezanja navoja (eng. Starting angle) ili F5 omogućuje da se pri rezanju navoja početna pozicija vretena daje kao početni kut.

#### Postavljanje nultočaka stroja
Postavljanje nultočaka stroja (eng. Work offset ili Zero offset) obavlja se naredbama od G54 do G57 .

##### Grubo podešavanje
Na većini alatnih strojeva ta je veličina osigurana protiv neautoriziranih promjena s ključem. 

##### Fino podešavanje
Upotrebljava se za fine korekcije (na primjer pri korekciji zbog trošenja alata) i nije posebno osigurano protiv promjena. Ulazna veličina finog podešavanja je ograničena s +/- 1 mm. Krajnje podešavanje nultočke je suma gruboga i finog podešavanja: 
- SP_UIFR je sistemska varijabla - postavni oblik za naredbe G54.

Okomite funkcijske tipke imaju sljedeće značenje:
- WO+ ili F1 odabire traženu nultočku od G54 do G57 (izradak može imati nekoliko nultočaka);
- WO- ili F2 odabire traženu nultočku od G54 do G57;
- Selected WO ili F3 aktivira odabranu nultočku u MDA ili AUTO načinu rada;
- Accept position ili F5 omogućuje upisivanje pozicije po osi u polju za unos;
- Reject ili F7 poništava i
- Save ili F8 memorira nove vrijednosti;
- Determine WO ili F7 određuje nultočke,to jest otvara izbornik za os koja je označena.

Dijaloški okvir za određivanje nultočke daje podatke o korištenom alatu je:
- T no. je broj alata, to jest pozicije alata;
- D no. je broj korekcije alata;
- T type je tip alata;
- Length je duljina alata;
- Radius 1 je polumjer alata;
- Offset je postavljanje.

Korištenjem tipke izbora (aktiviraj – deaktiviraj) ili korištenjem miša i tipke "U" odabiru se: 
- relevantni parametri duljine alata (1, 2, 3) i smjer (+, -, none)
- uključenje i smjer polumjera alata (+, -, none)
- uključenje i smjer slobodno definiranog postavljanja nultočke (+, -, none).

Potvrditi upisane podatke s OK.
Overview ili F4 otvara novi izbornik s novim funkcijama.
Osnovni izbornik daje pregled naredbi G54 - G57:
- Postavljanje nultočke (eng. Settable WO) ili F1 vraća program u prethodni izbornik;
- Aktivna nultočka koja se postavlja (eng. Active sett.WO) ili F2 - daje podatke o trenutačno aktivnoj nultočki. Prikazuje se prozor s aktualnim podatcima. $P_IFRAME je sistemska varijabla - postavni oblik za aktivnu nultočku koja se postavlja;
- Aktivna nultočka koja se programira (eng. Active progr. WO) ili F3 - daje podatke o trenutačno aktivnoj nultočki. Prikazuje se prozor s aktualnim podatcima. SP_PFRAME je sistemska varijabla - postavni oblik za aktivnu nultočku koja se programira;
- zbroj aktivnih nultočaka (eng. Sum active WO) ili F4 daje podatke o trenutačno aktivnoj nultočki. Prikazuje se izbornik s aktualnim podatcima. SP_ACTFRAME je sistemska varijabla - postavni oblik za zbroj aktivnih nultočaka;
- External WO ili F5 prikazuje koordinate vanjske nultočke;
- Base WO ili F6 otvara dijaloški okvir u kojemu je moguće podešavanje osnovne nultočke.

### Radno područjePROGRAM
U radnom području Program pišu se programi, ispravljaju se i njima se upravlja. Aktiviranjem vodoravne funkcijske tipke Program ili F3 otvara se izbornik sa sljedećim mogućnostima:
- mapa izratka (eng. Workpieces) ili F1 - u ovom se kontekstu smatra mapom koja sadržava programe ili podatke;
- glavni program (eng. Partprograms) ili F2 je slijed naredbi za obradbu izratka;
- potprogram (eng. Subprograms) ili F3 je slijed naredbi koji može biti više puta pozvan iz glavnog programa s različitim ulaznim parametrima. Ciklusi su vrsta potprograma;
- standardni ciklusi (eng. Standard cycles) ili F4 su potprogrami koji se ne mogu mijenjati.
- korisnički ciklusi (eng. User cycles) ili F5 su potprogrami koje korisnik stvara prema svojim potrebama;
- međuspremnik (eng. Clipboard) ili F6.

Tipovi datoteka i mapa jesu: 
- ime.MPF – glavni program;
- ime.SPF – potprogram;
- ime.TOA - podatci o alatu;
- ime.UFR - postavljanje nultočke (okviri);
- ime.lNl - datotka za inicijalizaciju;
- ime.COM – komentar;
- ime.DEF – definicija korisničkih podataka i makroi;
- ime.DlR - zajednička mapa koja sadržava programe;
- ime.WPD - mapa izratka koja sadržava programe i podatke koji pripadaju izratku;
- ime.CLP - CLIPBOARD mapa može sadržavati sve tipove spisa i mapa.

#### Mapa izratka
Mapa izratka (eng. Workpieces) ili F1 otvara izbornik koji omogućuje:
- otvaranje nove mape (eng. New) ili F1 otvara izbornik u kom treba upisati ime nove mape i potvrditi <F8> ili odustati <F7>. Automatski mu se pridružuje ekstenzija WPD.
- kopiranje mape (eng. Copy) ili F2 pojavljuje se poruka: Copied data can be inserted with SK,,Poste" (Kopirani podatci mogu se umetnuti pomoću funkcijske tipke Paste).
- umetanje mape (eng. Paste) ili F3 pojavljuje se izbornik u kojemu treba upisati ime nove mape i potvrditi <F8> ili odustati <F7>.
- brisanje mape (eng. Delete) ili F4 - pojavljuje se izbornik u kojemu treba potvrditi brisanje odabrane mape <FB> ili odustati <F7>.
- preimenovanje mape (eng. Rename) ili F5 - pojavljuje se izbornik u kojemu treba upisati novo ime mape i potvrditi <F8> ili odustati <F7>.
- Alter enable ili F6 - program se može izvršavati i mijenjati samo ako je oznaka X u stupcu Enable. Postavljanje i uklanjanje oznake X obavlja se tipkom ALTER ENABLE.
- Workpeace selection ili F7 će omogućiti izbor mape izratka. U mapi će biti prikazani svi postojeći izradci (mape). Dvostrukim klikom otvaramo željenu mapu u kojoj će biti prikazani svi postojeći programi koji se odnose na odabrani izradak.

Korištenjem okomitih funkcijskih tipki moguće je: 
- pisati novi program (eng. New) ili F1,
- kopirati (eng. Copy) ili F2,
- umetati (eng. Paste) ili F3,
- brisati (eng. Delete) ili F4,
- preimenovati (eng. Rename) ili F5,
- dopustiti ili zabraniti mijenjanje (eng. Alter enable) ili F6,
- birati programe (eng. Program selection) ili F7,
- ili se vratiti u prijašnji izbornik (eng. Back) ili F8.

Po otvaranju novog programa (eng. New) ili F1 - upisuje se njegovo ime.MPF i otvara se novi izbornik. Pisanje naredbi novog programa moguće je u označenom retku. Okomitim funkcijskim tipkama moguće je:
- umetati (eng. Paste) ili F1,
- označivati blok (eng. Mark block) ili F2,
- umetati blok (eng. lnsert block) ili F4,
- promijeniti broj (eng. Renumber) ili F6,
- zatvoriti (eng. Close) ili F8,

dok vodoravne funkcijske tipke omogućuju: 
- uređivanje (eng. Edit) ili F1,
- skok na (eng. Go to) ili F2,
- nađi i zamijeni (eng. Find/Replace) ili F3,
- podrška (eng. Support) ili F4,
- te 3D simulaciju programa (eng. 3D View) ili F5,
- te 2D simulaciju izvršavanja programa (eng. Simulation) ili F6.

Pozicioniranje pomoću računalnog miša nije moguće. Kretanje unutar programa obavlja se pomoću strelica ili prikazane datoteke. 

##### Glavni program
Glavni program (eng. Part programs) ili F2 je izbornik za pisanje pojedinih programa. Sve naredbe koje vrijede u modu Mapa izratka  (eng. Workpieces) vrijede i u ovom modu.

##### Potprogram
Potprogram (eng. Subprograms) ili F3 je izbornik za korištenje postojećih potprograma te za pisanje novih potprograma. Sve naredbe koje vrijede u modu Mapa izratka (eng. Workpieces) vrijede i u ovom modu.

##### Standardni ciklusi
Standardni ciklusi (eng. Standard cycles) ili F4 je izbornik za korištenje i pisanje standardnih ciklusa. Sve naredbe koje vrijede u modu Mapa izratka (eng. Workpieces) vrijede i u ovom modu.

##### Korisnički ciklusi
Korisnički ciklusi (eng. User cycles) ili F5 je izbornik za korištenje i pisanje specijalnih osobnih ciklusa često potrebnih u radu. Sve naredbe koje vrijede u modu Mapa izratka  (eng. Workpieces) vrijede i u ovom modu.

##### Međuspremnik
Međuspremnik (eng. Clipboard) ili F6 je izbornik za privremeno spremanje pojedinih programa. Sve naredbe koje vrijede u modu Mapa izratka (eng. Workpieces) vrijede i u ovom modu.

### Radno područjeSERVICES
To se radno područje upotrebljava za učitavanje podataka (programa) i slanje podataka preko sučelja (eng. Interface) COM1 - COM4 kao i za ispis podataka (tipka PRINT) i prijenos podataka na disk (s diska) preko tipke DRIVE. Za prenošenje podataka postavke (eng. Settings) pošiljatelja (eng. Sender) i primatelja (eng. Reciever) moraju biti jednake, inače prijenos neće raditi (na primjer programom EMCO WinNC mogu se poslati podatci samo preko sučelja RS 232 C Usera.
Učitavanje podataka (eng. Read-in data): 
- pritisnuti tipku DRIVE i izabrati na primjer disketu (eng. floppy);
- izabrati izvorne podatke s tipkom RS232C User u DRIVE;
- pritisnuti tipku DATA IN;
- postaviti pokazivač na željenu mapu s liste;
- tipkom "strelica gore" može se vratiti u glavnu mapu;
- pritisnuti tipku START (počinje učitavanje) i svi će se podatci učitati u prethodno određenu mapu;
- tipka STOP prekida učitavanje;
- samo podatci s valjanim nastavkom (na primjer .MPF) mogu se učitati.

Slanje podataka (eng. Send data):
- izabrati podatke tipkom RS 232 C User u DRIVE;
- pritisnuti tipku DATA OUT;
- mogu se poslati sljedeći tipovi podataka: 
  - data (podatci o alatima, R-parametri, nultočke);
  - mapa izratka (eng. Workpieces);
  - glavni programi (eng. Part programs);
  - potprogrami (eng. Subprograms);
  - korisnički ciklusi (eng. User cycles);
  - standardni ciklusi (eng. Standard cycles);
- izabrati podatke koje želite poslati (postaviti pokazivač na željeni podatak);
- na primjer pokazivač je postavljen na Workpieces; pokretanjem TRANSMISSION poslat će se svi podatci iz datoteke Workpieces;
- pritisnuti INPUT i lista Workpiecea pojavit će se na zaslonu i može se izabrati određeni program;
- pritisnuti tipku START;
- pritisnuti tipku STOP.

Kopiranje i lijepljenje podataka iz međuspremnika: u međuspremniku (eng. CLIPBOARD) mogu biti pohranjeni svi tipovi podataka i mogu se sortirati u odgovarajuće mape (MPF, DlR, SPF i druge):
- pritisnuti tipku Clipboard;
- postaviti pokazivač na file u izborniku Clipboarda (donji izbornik);
- postaviti pokazivač u gornji izbornik (eng. Target window);
- postaviti pokazivač na željenu mapu (u tu mapu će se upisati datoteka iz međuspremnika);
- pritisnuti tipku COPY i PASTE;
- zadržati staro ime ili unijeti novo;
- potvrditi s OK (datoteka se kopira u ciljnu mapu).

### Radno područjeDIAGNOSIS
To područje prikazuje alarme i poruke u punom obliku, i to:
- broj alarma (eng. Alarm number);
- datum kad se alarm dogodio (eng. Date);
- brisanje alarma (eng. Delete criteria);
- opis alarma (eng. Text).